# Torfowiec brunatny

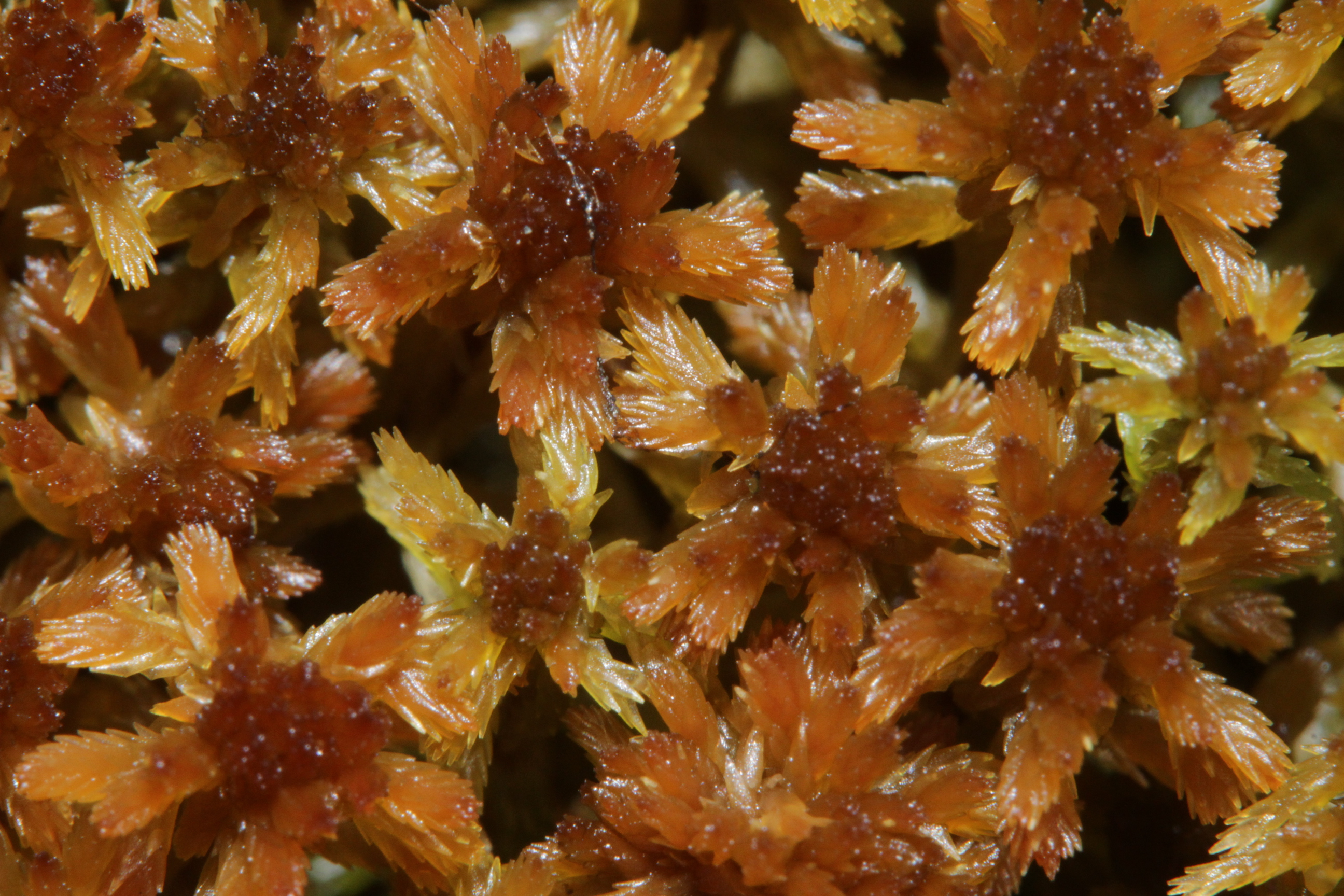
Małe, spłaszczone główki i krótkie, zwężające się dopiero na końcach, odstające gałązki

Torfowiec brunatny, t. ciemny (Sphagnum fuscum (Schimp.) Klinggr.) – gatunek mchu z rodziny torfowcowatych (Sphagnaceae). Rozpowszechniony na półkuli północnej, choć głównie w strefie tundry i borealnej (umiarkowanej chłodnej). W Polsce jest częstszy w północnej części kraju, poza tym rozproszony. Zanika z powodu degradacji siedlisk; ma status gatunku narażonego i podlega ochronie gatunkowej. Związany jest z torfowiskami wysokimi. 
Gatunek jest charakterystyczny z powodu tworzenia zwartych kopuł, których darń jest wyrównana i brązowa. Istotnymi cechami diagnostycznymi, wyróżniającymi go od innych, podobnych torfowców, są brązowe łodyżki i zaokrąglone na końcach listki łodyżkowe. Uznawany jest za gatunek łatwo rozpoznawalny (jak na torfowca).

## Rozmieszczenie geograficzne
Występuje na półkuli północnej, gdzie jest szeroko rozpowszechniony na wszystkich kontynentach w strefie tundry i lasów borealnych. W Europie jest bardzo pospolity na Półwyspie Fennoskandzkim. Dalej na południe rośnie na Wyspach Brytyjskich oraz w środkowej i wschodniej części kontynentu, a dalej już tylko na obszarach górskich – w Alpach, górach Półwyspu Bałkańskiego i na Kaukazie. W Azji jest szeroko rozpowszechniony na Syberii po Kamczatkę, częsty w rejonie Ałtaju, występuje też na Wyspach Japońskich i w północnych Chinach (Heilongjiang, Mongolia Wewnętrzna). W Ameryce Północnej jest rozprzestrzeniony w północnej części kontynentu, a wzdłuż pasm górskich schodzi na południe po Kalifornię i Kolorado na zachodzie oraz Karolinę Północną na wschodzie. Na obszarach górskich sięga do 2200 m n.p.m. Zasięg gatunku obejmuje łącznie 12 milionów km², a obszar występowania (zajmowany przez ten gatunek) to do 20 do 50 tys. km².
W Polsce jest gatunkiem dość rozpowszechnionym w pasie wybrzeża i pojezierzy po Pojezierze Wielkopolskie na południu, przy czym częściej rośnie na wschodzie, podczas gdy na zachodzie w podobnych warunkach siedliskowych często zastępuje go torfowiec czerwonawy S. rubellum. Dalej na południe jest rozproszony – obecny jest na Dolnym Śląsku i Torfowiskach Orawsko-Nowotarskich.

## Morfologia i anatomia
PokrójMech ten tworzy zwarte darnie na kępach osiągających zazwyczaj do 0,5, czasem nawet 1 m wysokości, a także większe grzędy i kopuły sięgające kilku m wysokości. Darnie te najczęściej są koloru brązowego, rzadziej żółtobrązowego lub brązowozielonego (w miejscach cienistych). Nigdy nie przybiera odcieni koloru czerwonego lub różowego. Rzadko tworzy mszary dywanowe.
GłówkaMała i mniej lub bardziej spłaszczona, stąd powierzchnia darni jest wyrównana.
ŁodyżkaDługości do 15 cm, zwykle brązowa (według części autorów – zawsze) do ciemnobrązowej, czy nawet czarnej, rzadziej szarozielona. Średnica łodyżki wynosi 0,3–0,5 mm. Kora (hialoderma) zbudowana z 3–4 warstw cienkościennych komórek hialinowych pozbawionych porów na ścianach zewnętrznych. Cylinder wewnętrzny (skleroderma) jest ciemnobrązowy do żółtawego. Cienkościenne komórki rdzenia są brązowozielone do żółtawych.
PęczkiZ 3–4 gałązkami, z których dwie są rozpostarte, a jedna lub dwie zwieszone. Gałązki rozpostarte są krótkie, nie przekraczają 7 mm długości i na końcach krótko zaostrzone. Gałązki zwisające są długo zaostrzone.
Listki łodyżkoweProsto wzniesione i przytulone do łodyżki. Języczkowate, długości do 1,3–1,5 mm i szerokości 0,6 mm. U nasady rozszerzone i wyżej równomiernie zwężające się lub przewężone nieco w środku i w szczytowej części nieco rozszerzone. Na szczycie płaskie i szeroko zaokrąglone, całobrzegie, ząbkowane lub postrzępione. Komórki blaszki są wydłużone, rombowate, zwykle z pojedynczą septą (przegrodą), bez lub z większą ich liczbą, bez poprzecznych listewek i bez porów.
Listki gałązkoweBardzo gęsto ułożone na gałązkach. Lancetowate do jajowatych, na szczycie płasko ścięte, ząbkowane i wyraźnie kapturkowate (bez rynny resorpcyjnej), długości 0,9–1,3 mm i szerokości 0,3–0,5 mm. Komórki fotosyntezujące (chlorofilowe) trójkątne lub trapezoidalne, ułożone podstawą trójkąta lub dłuższym bokiem trapezu od strony brzusznej listka.
Gametangia i sporogonySą to mchy dwupienne. Listki perygonialne wspierające plemnie są drobne, jajowate, brązowe, ciemniejsze do innych listków. Listki perychecjalne wspierające rodnie i później sporofit (sporogon) są duże, jajowate, o nieuszkodzonych brzegach i takich też komórkach skórki po obu stronach, które pozbawione są poprzecznych listewek i porów. Sporogony są u tego gatunku rzadko obserwowane na Wyspach Brytyjskich i w Europie Środkowej, ale częste w Ameryce Północnej. Rozwijają się latem i dojrzewają pod koniec tej pory roku. Zarodniki osiągają (17)24–27(30) μm średnicy, są żółte i określane jako gładkie lub ich strona doosiowa jest brodawkowana, a odosiowa drobnopęcherzykowata.

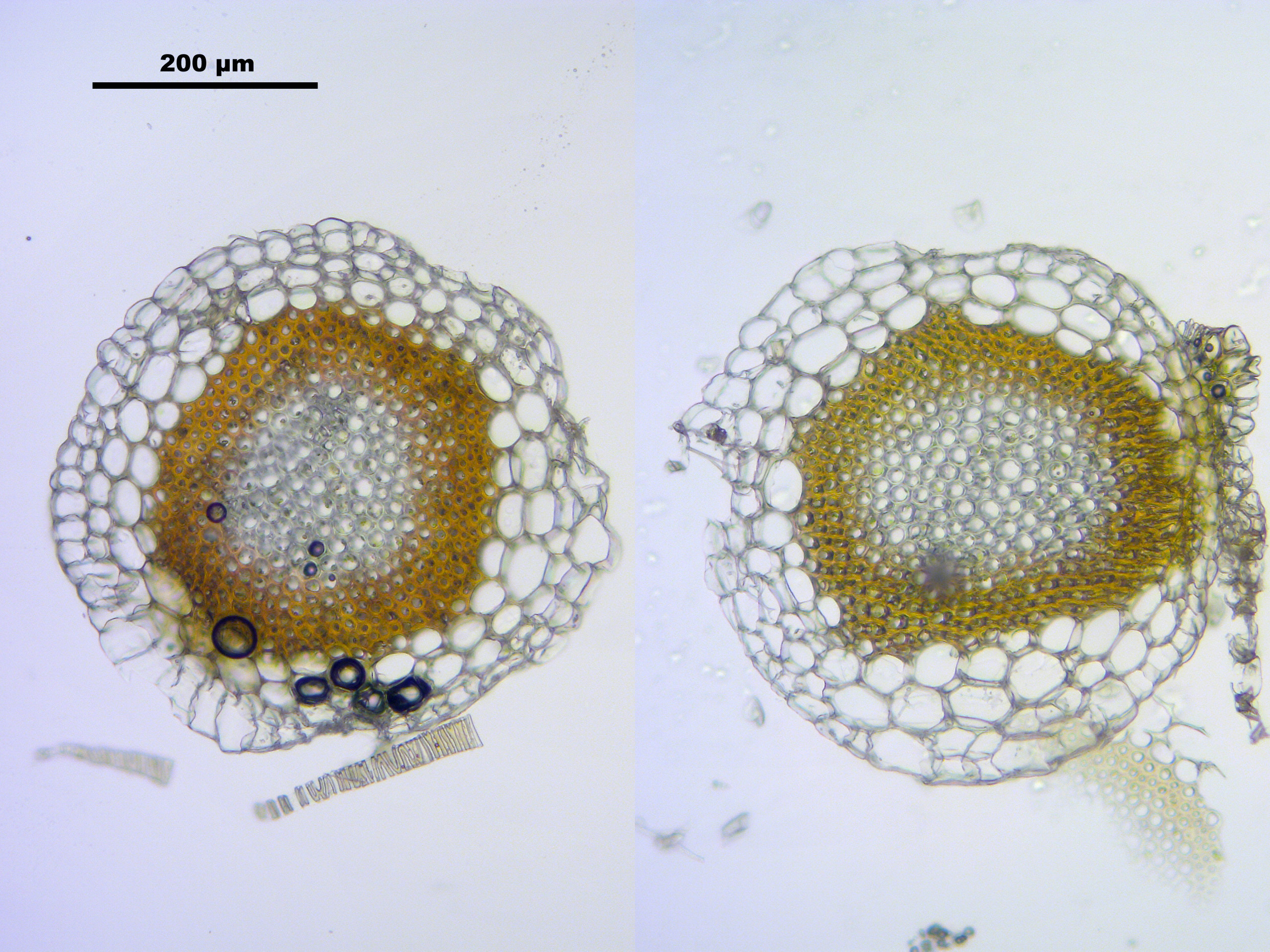
Przekroje poprzeczne łodyżki
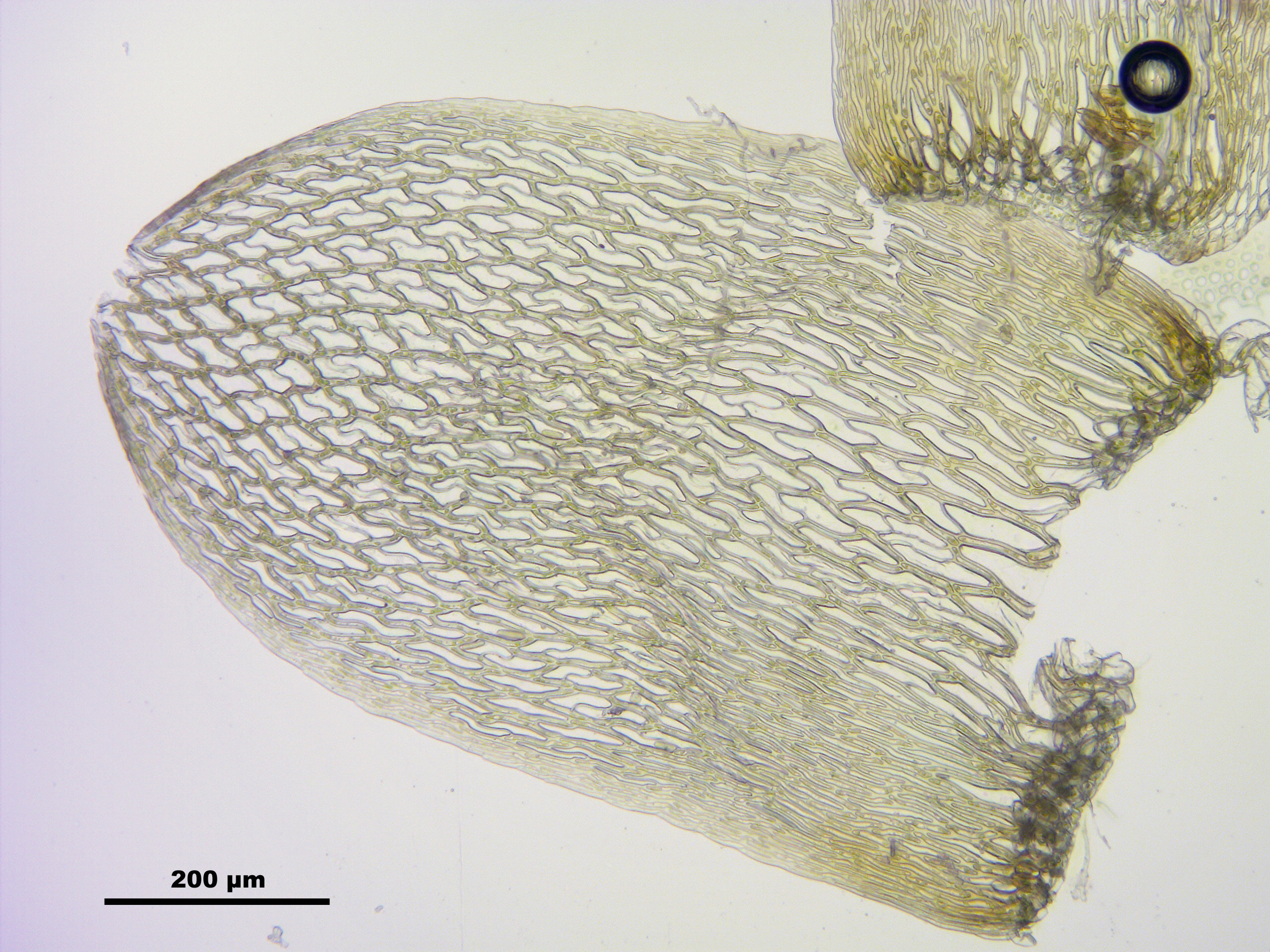
Listek łodyżkowy
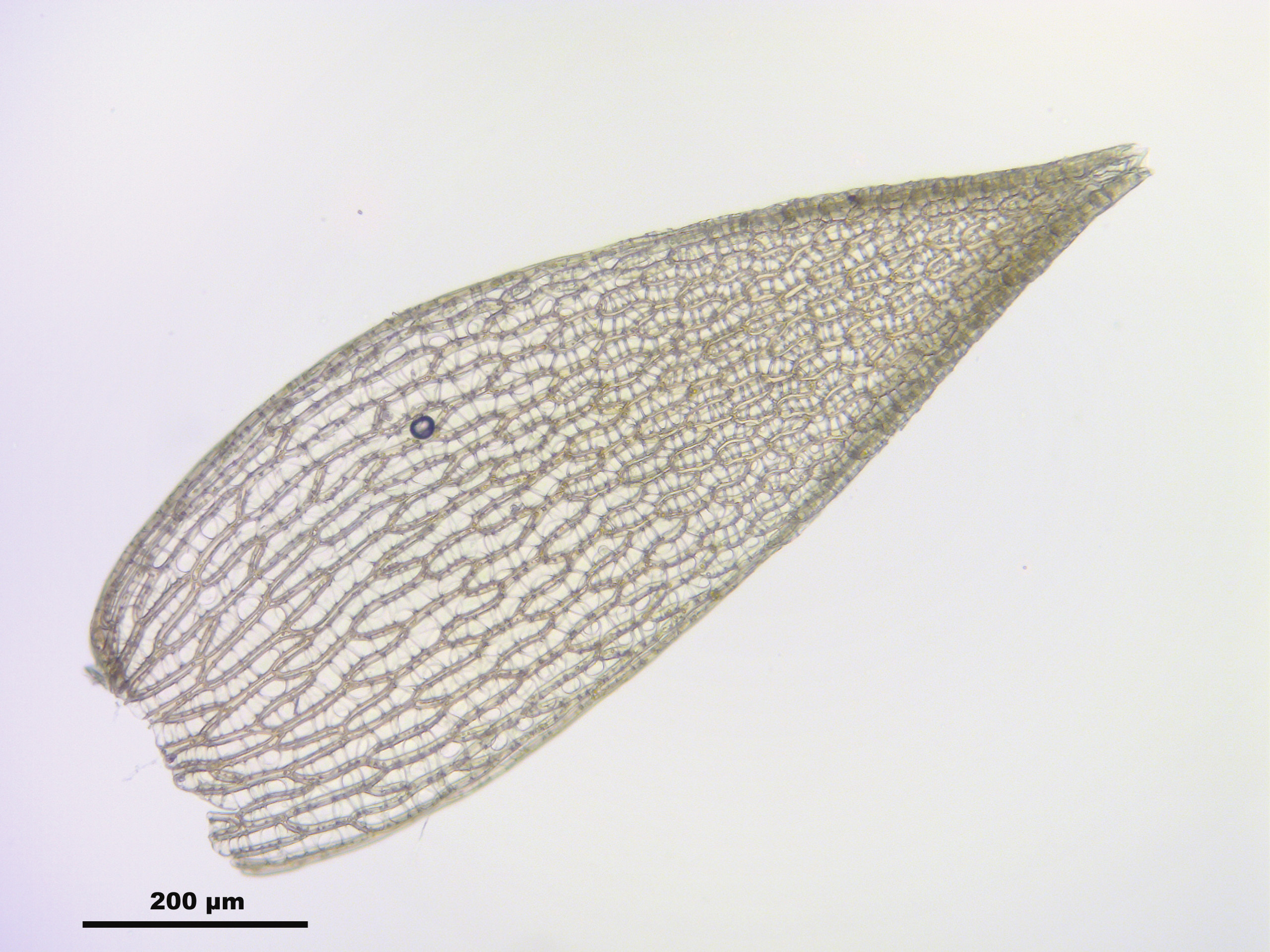
Listek gałązkowy
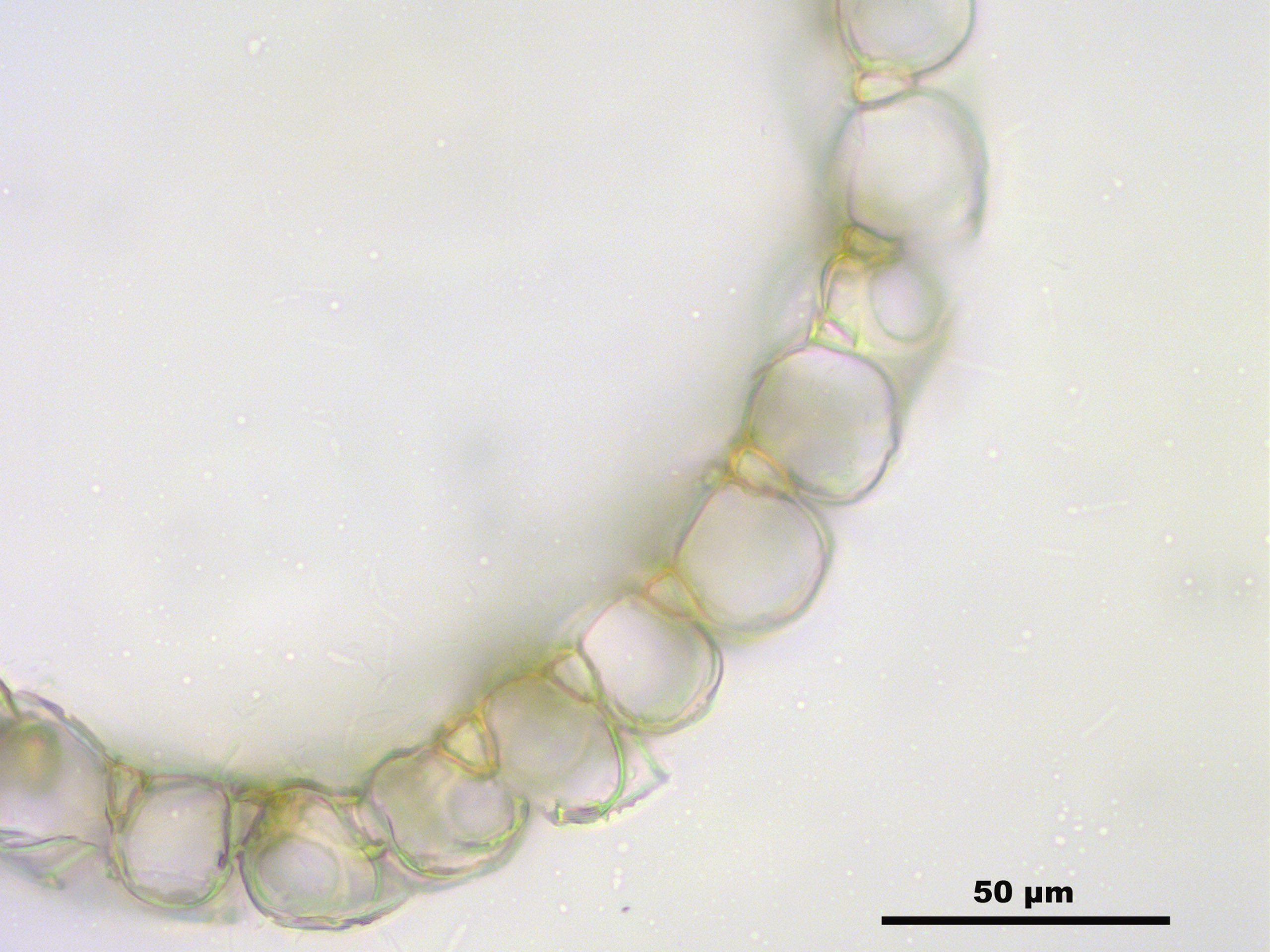
Przekrój poprzeczny listka gałązkowego

Gatunki podobneTorfowiec płowy S. subfulvum jest nieco tęższy i zwykle jego darnie mają pomarańczowobrązowy odcień (zwłaszcza w miejscach odsłoniętych). Wyróżnia się jednoznacznie ostro zakończonymi listkami łodyżkowymi.
Sphagnum austinii tworzy podobnie wyniesione kępy o kasztanowej barwie, ale ma tęgie główki nadające darni nierówny („kalafiorowaty”) wygląd, często też w środkowej części główki są zielonawe; gałązki tego gatunku są tęgie („robakowate”).
Bardzo podobny bywa także często brązowo zabarwiony i mający ciemną łodyżkę torfowiec brodawkowaty S. papillosum, zwłaszcza gdy tworzy zwarte darnie. Odróżnić go można po diagnostycznych cechach budowy anatomicznej, ew. po budowie gałązek, które są szerokie u nasady i zwężają się stopniowo ku ostremu końcowi, zwykle też część gałązek u tego gatunku jest krótka i ma kształt stożków.

## Biologia i ekologia

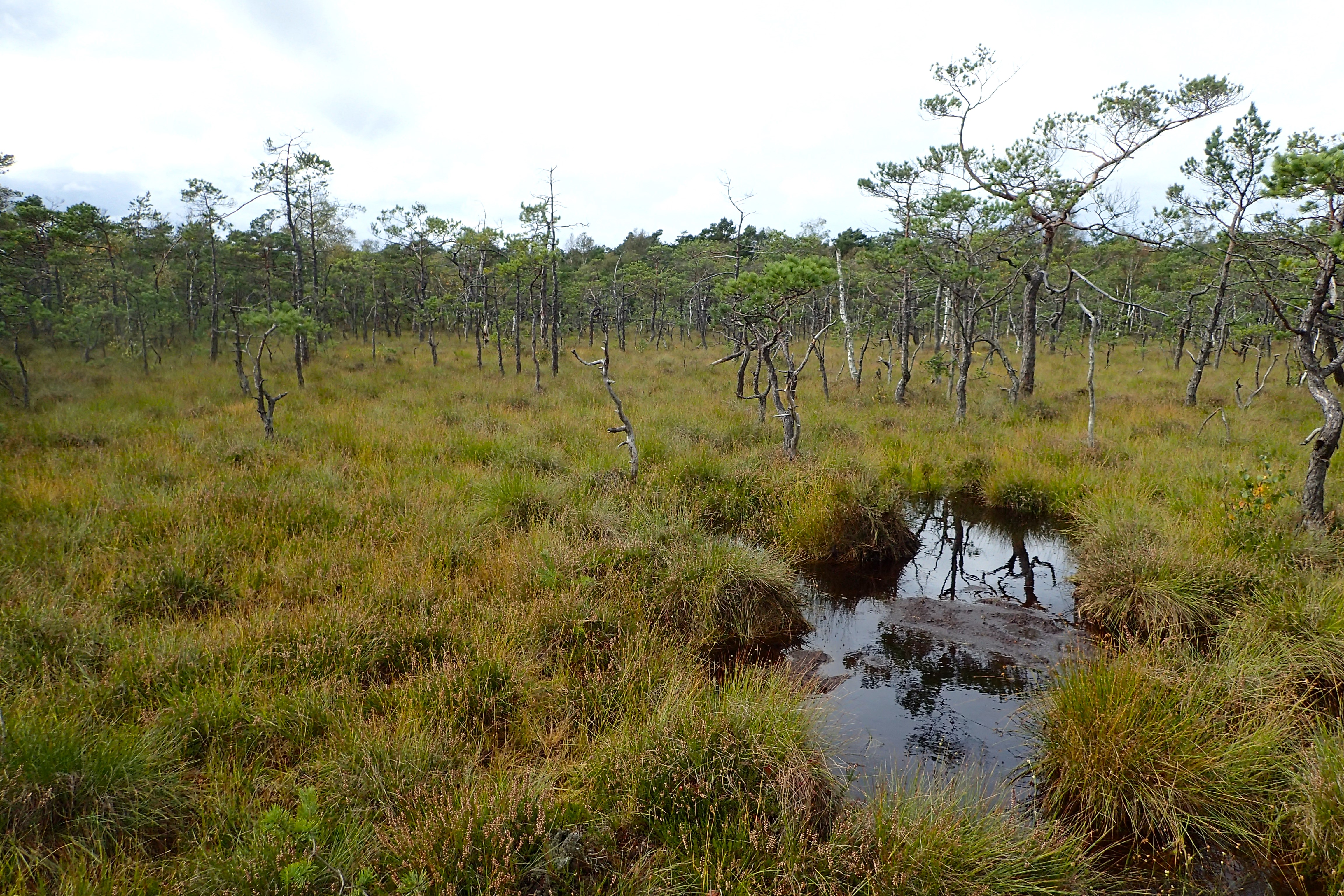
Torfowisko wysokie Słowińskie Błota z charakterystycznymi kępkami zasiedlanymi przez ten gatunek

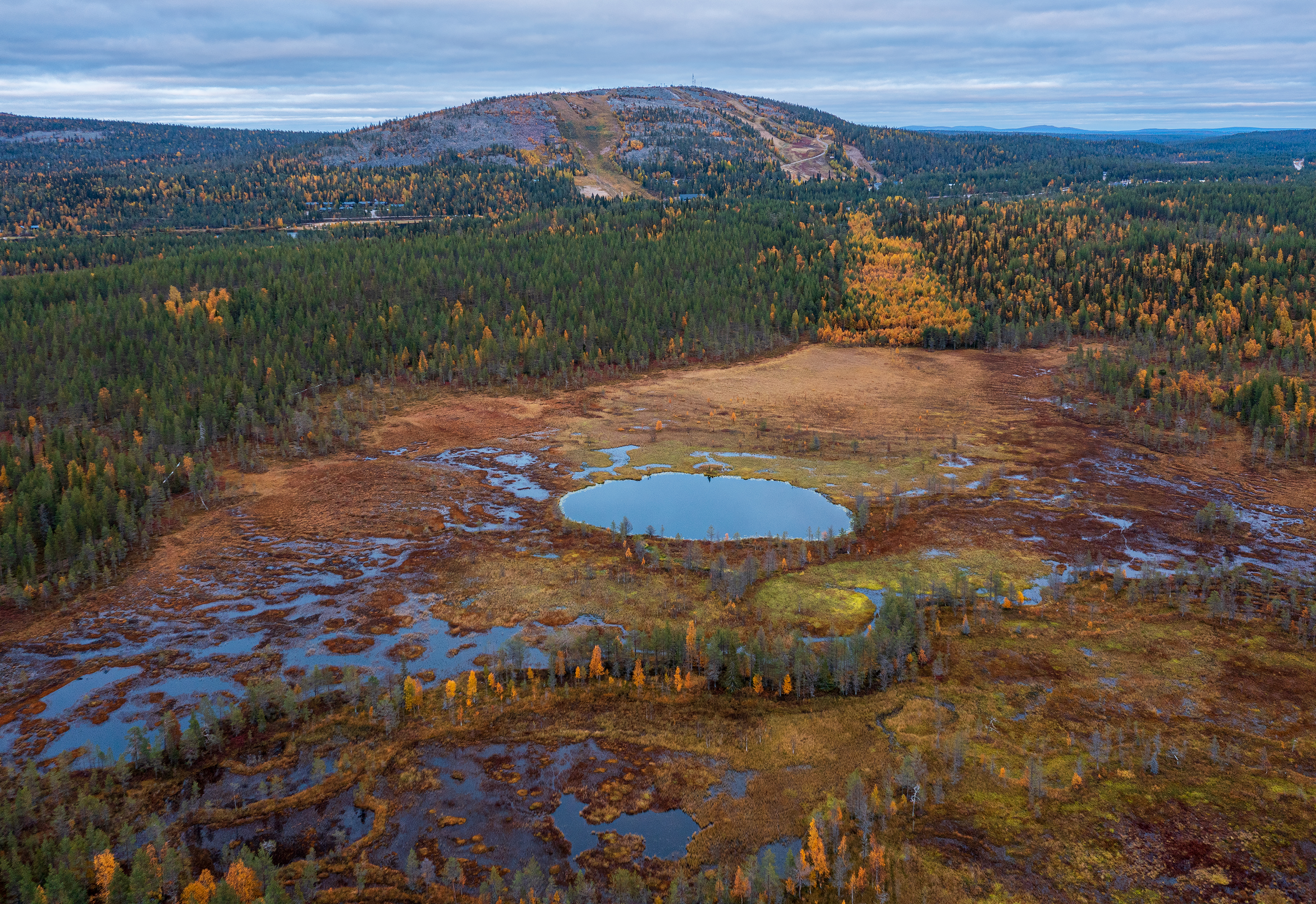
Na torfowiskach Finlandii jest to dominujący gatunek torfowca

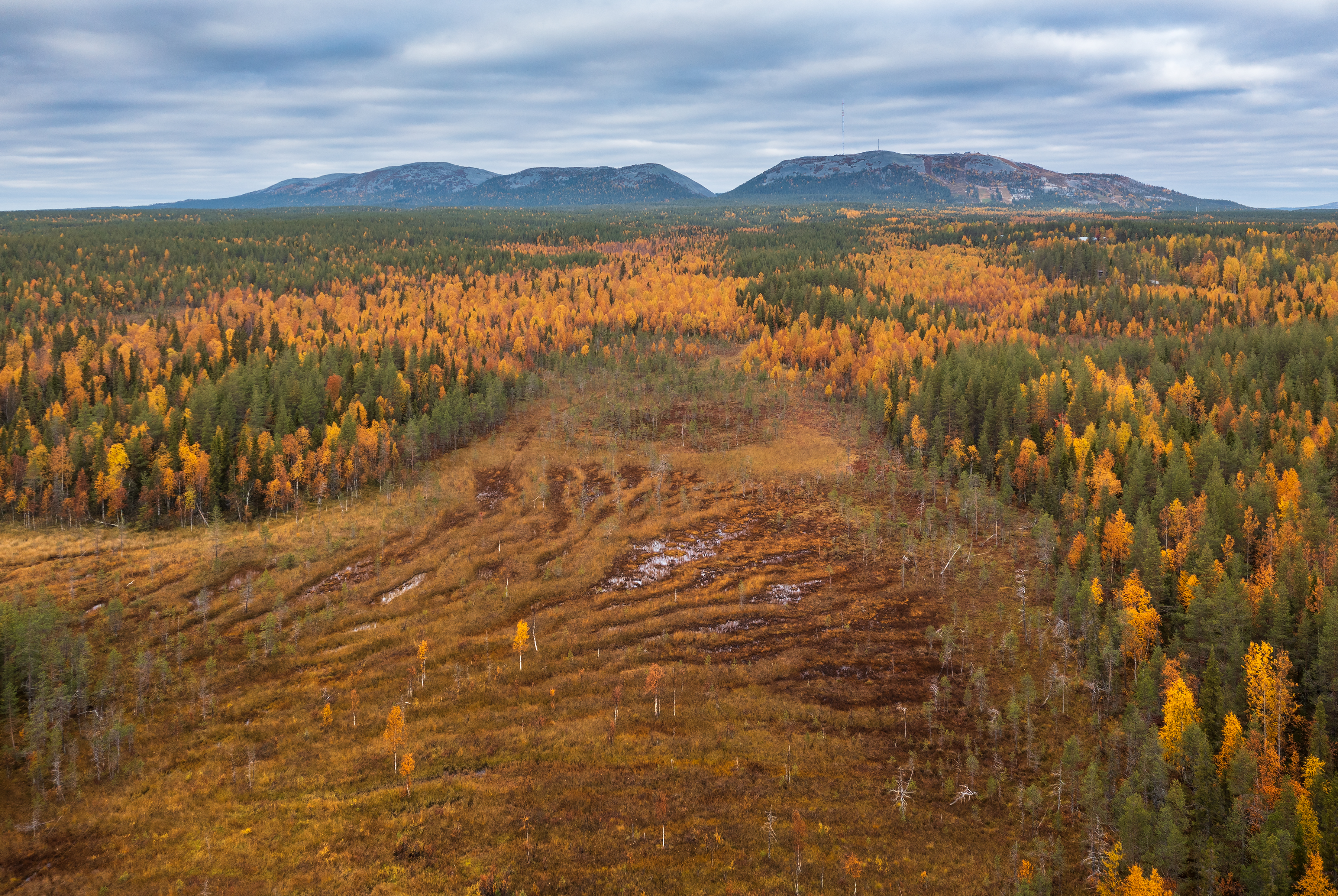
Grzędy typowe dla torfowisk aapa porasta głównie torfowiec brunatny

Zarodnikowanie w warunkach Polski zachodzi bardzo rzadko, w okresie od lipca do sierpnia. 
Gatunek występuje na dobrze zachowanych, oligotroficznych torfowiskach wysokich, rzadziej przejściowych. W klasyfikacji zbiorowisk roślinnych Europy Środkowej jest gatunkiem charakterystycznym dla rzędu Sphagnetalia magellanici (zbiorowisk typowych dla torfowisk wysokich).
W Polsce i północno-wschodniej Europie (w obszarze wpływu klimatu kontynentalnego) był to gatunek dominujący na torfowiskach wysokich, natomiast w łagodniejszych warunkach klimatycznych północno-zachodniej Europy (w strefie silniejszego wpływu klimatu oceanicznego) ustępuje torfowcowi czerwonawemu Sphagnum rubellum i Sphagnum imbricatum. Gatunki te przestały dominować tam, gdzie na torfowiskach doszło do pogorszenia warunków wodnych z powodu odwodnień. Na zachowanych torfowiskach wysokich torfowiec brunatny rośnie na kopułkach w towarzystwie takich gatunków jak: torfowiec magellański S. magellanicum,  ostrolistny S. capillifolium, Russowa S. russowii, często też razem z: płonnikiem cienkim Polytrichum strictum, próchniczkiem błotnym Aulacomnium palustre i widłozębem kędzierzawym Dicranum polysetum. Z roślin naczyniowych na kopułkach rosną najczęściej: żurawina błotna Vaccinium oxycoccus, wrzos zwyczajny Calluna vulgaris, modrzewnica pospolita Andromeda polifolia, bagno zwyczajne Rhododendron tomentosum, borówka bagienna Vaccinium uliginosum i wrzosiec bagienny Erica tetralix. 
Na północy Europy torfowiec brunatny obecny jest na charakterystycznych grzędach lub bardziej kolistych kępach torfowisk aapa i na torfowiskach typu palsa. Dominuje w ich partiach wyniesionych, często rosnąc razem z bażyną czarną Empetrum nigrum i innymi krzewinkami. W strefie lasotundry jest dominantem w warstwie mszystej na bagnach krzewinkowo-mszarnych w towarzystwie brzozy karłowatej Betula nana, maliny moroszki Rubus chamaemorus, borówki bagiennej, turzyc i karłowych wierzb. W strefie tajgi tworzy kępy przerastające modrzewnicą i moroszką w kompleksach bagiennych, zarówno otwarte, jak i porastające w różnym stopniu sosną i przechodzące w sosnowe bory bagienne.
W północnej Azji występuje licznie w podobnych układach ekologicznych, choć w wielu obszarach ustępuje Sphagnum lenense. W bagiennych lasach rośnie tu pod okapem modrzewi i brzóz, a na otwartych mszarach wśród krzewinek, obok bażyny, moroszki i chamedafne, często dominują niskie brzozy jak Betula glandulosa czy Betula fruticosa. W strefie lasostepu jest dominantem środkowej części torfowisk zwanych tu „rjamami” tworząc kopułę przerastającą bagnem zwyczajnym, dookoła której rozwija się sosnowy bór bagienny, gdzie w warstwie mszystej obficie rośnie też Sphagnum medium, a jeszcze dalej na zewnątrz brzeziny bagienne, gdzie torfowiec brunatny już jest nieobecny.
W strefie borealnej Ameryki Północnej rośnie w otwartych mszarach i borach bagiennych (głównie ze świerkiem czarnym) jako dominant na kopułach torfowisk oligotroficznych, poprzerastany podobnie jak w Eurazji: moroszką, brzozą niską czy borówką brusznicą, ale też z gatunkami specyficznymi dla tego kontynentu: kalmią wielokwiatową Kalmia polifolia, Rhododendron groenlandicum i majówką trójlistkową Maianthemum trifolium.
Gatunek występuje poza tym w oligotroficznych torfowiskach górskich. W torfowiskach górskich Europy Środkowej często ustępuje jednak innym torfowcom nawet w wyższych partiach kopuł torfowiskowych. W górach na Wyspach Japońskich występuje na mszarach tworząc zbiorowiska z Rhododendron benhallii i Carex middendorffii. 

## Systematyka i zmienność
Gatunek zaliczany jest do podrodzaju Isocladus (Lindb.) Braithw. i sekcji Acutifolia Wilson. Sekcja obejmuje niewielkie i średnich rozmiarów torfowce o smukłej budowie, zwykle z trzema gałązkami w pęczku, z których dwie odstają, jedna jest zwieszona. Barwa tych torfowców jest zielona do czerwonej, często mieszana w różnym stopniu – zielono-czerwona, i torfowiec brunatny jest ze swą kolorystyką wyjątkiem. Wyróżnia się też w obrębie sekcji (aczkolwiek razem z S. subfulvum) brązową zwykle łodyżką, która u innych gatunków jest zielona lub czerwona.
W obrębie gatunku występuje kilka cech morfologicznych dość zmiennych, przy czym ze względu na ciągłość form pośrednich nie nadaje się im rangi taksonomicznej. Do takich cech należą: zakończenie listków łodyżkowych – całobrzegie do poszarpanego, gałązki – smukłe lub tęgie, zabarwienie – od jasnych do ciemnych odcieni brązu.

## Zagrożenia i ochrona
W skali globalnej gatunek uznawany jest za niezagrożony – na czerwonej liście publikowanej przez Międzynarodową Unię Ochrony Przyrody (IUCN) ma status gatunku najmniejszej troski (LC). Jest to zasługą bardzo rozległego zasięgu i utrzymujących się dużych zasobów, w znacznej części zasięgu stabilnych. W południowej części zasięgu gatunek w wielu obszarach jest jednak rzadki (np. środkowa i południowa Europa), a w dodatku często tam zanika. Tak jest w krajach Unii Europejskiej, w których łącznie ocenia się, że w ciągu ostatnich trzech generacji (przed 2019) gatunek zmniejszył zasoby o 20–30%. W efekcie w skali UE zaliczany jest do gatunków bliskich zagrożenia (NT).
Zagrożeniem dla gatunku jest osuszanie torfowisk, eksploatacja torfu, wzrost trofizmu powodowany przez opady zanieczyszczone związkami azotu, zalesianie torfowisk i antropogeniczne zmiany klimatu.
Gatunek w Polsce uznany jest za narażony (V). Podlega prawnej ochronie gatunkowej od 2001 roku, na mocy kolejnych rozporządzeń ministrów właściwych do spraw środowiska. W 2001 roku został objęty częściową, następnie od 2004 ochroną ścisłą, by w roku 2014 ponownie trafić na listę gatunków roślin objętych ochroną częściową. Chroniony jest także w rezerwatach przyrody, np. w torfowiskowych rezerwatach Jezioro Turzycowe, Bagno Leszczyny czy Bagno Grzybna.
W krajach Unii Europejskiej siedliska tego gatunku chronione są jako siedliska przyrodnicze w obszarach Natura 2000. Jest dla siedlisk przyrodniczych obejmujących torfowiska wysokie (oznaczanych kodem 7110 i 7120) nie tylko gatunkiem charakterystycznym, ale też wielkość pokrycia jego i podobnych ekologicznie gatunków wskaźnikowych jest jednym ze wskaźników stanu siedliska. Przykładem tej formy ochrony przyrody w Polsce jest obszar Natura 2000 Kurze Grzędy, chroniący kompleks torfowisk wysokich i przejściowych z występującym torfowcem brunatnym.